# Austrofred

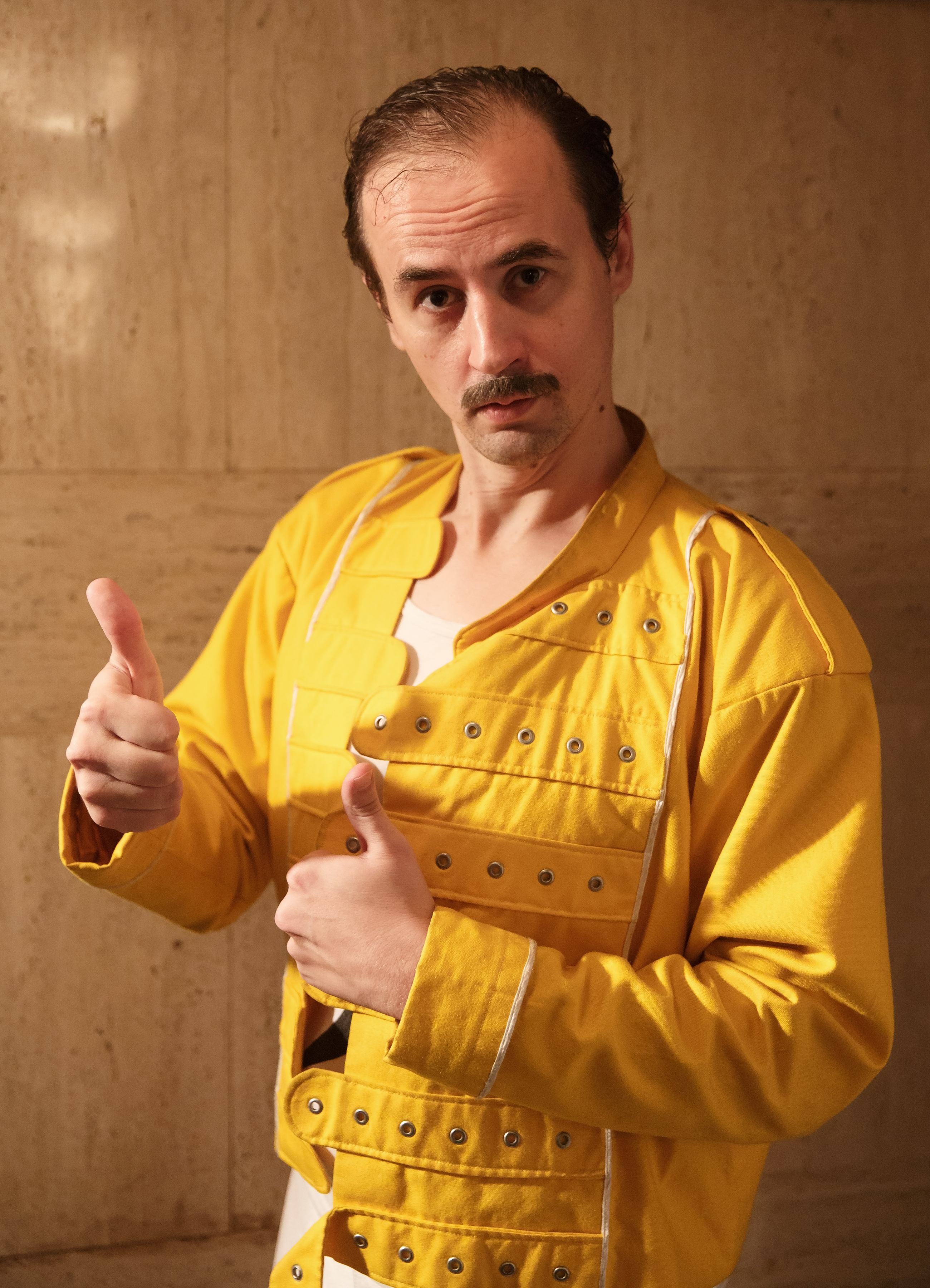
Austrofred (2015)

Austrofred ist, in Anspielung auf Freddie Mercury, der Künstlername von Franz Adrian Wenzl (* 13. Juli 1976 in Steyr, Oberösterreich), aufgewachsen in Waldneukirchen (Oberösterreich). Er versteht sich „als einziger österreichischer Rockstar von internationalem Format“. Bei seinen Auftritten singt er Austropop-Texte zu Queen-Melodien. Wenzl ist auch Leadsänger der Indie-Rock-Band Kreisky und Schriftsteller.

## Werk

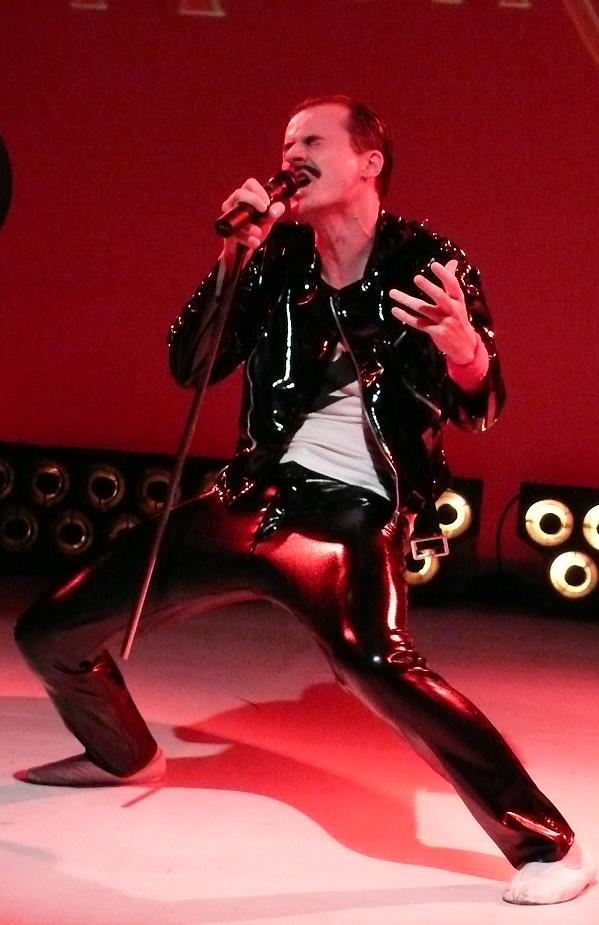
Austrofred bei seiner Gala im Rabenhof

Die Hauptpräsenz von Austrofred sind seine Konzerte, bei denen er zu Queen-Instrumental-Playbacks österreichisch singt.
Ende 2005 erschien der Roadmovie Giving Gas. In diesem Film dokumentiert er die verzweifelten Versuche, die Prüfplakette („Pickerl“) für sein Auto zu bekommen. Bereits zuvor erschien das Fitness-Video Fit mit Austrofred.
Seit November 2005 präsentiert Austrofred beim Wiener Kabelsender Okto einmal monatlich die Sendung Hello Austrofred – Hello Vienna!, in der er Wiener Lokalgrößen zu Hause besucht und interviewt.
Im Sommer 2006 erschien seine Autobiographie Alpenkönig und Menschenfreund, in der er seine Karriere, beginnend als Ministrant, über die Auftritte mit der Show- und Tanzband Crazy Diamonds bis zu seinen heutigen Erfolgen erzählt.
Gemeinsam mit Thomas Rabitsch veranstaltet er im Wiener Rabenhof Theater die Austrofred Gala. Er liest dabei Auszüge aus seiner Autobiographie und singt einige seiner Lieder, begleitet nur von Thomas Rabitsch am Klavier.
Anfang 2008 veröffentlichte Austrofred alle Episoden von Hello Austrofred, Hello Vienna auf einer Doppel-DVD. Ungewöhnlich für einen Künstler der U-Szene schafft er mit Platz 10 in den offiziellen DVD-Charts einen Achtungserfolg. Kurz vor Weihnachten 2008 erschien das Buch Ich rechne noch in Schilling, eine Sammlung seiner Online- und Privattagebucheintragungen. Seinen Briefwechsel mit Wolfgang Amadeus Mozart präsentierte er 2010 in seinem Buch: Du kannst Dir Deine Zauberflöte in den Arsch schieben.
Im August und September 2009, im August 2010 und im Juli 2011 moderierte er jeweils eine Woche lang die Sendung Unter Palmen auf FM4.
2022 arbeitete er mit Kurt Razelli zusammen. Auf ORF III erhielt er 2024 mit Austrofreds Barcelona eine eigene Late-Night-Show.
Im Film „Heast Bruckner“, der zum 200. Geburtstag von Anton Bruckner entstand, verkörpert Austrofred den Komponisten.

## Rezeption
Thomas Rottenberg beschrieb ihn in der Tageszeitung Der Standard folgendermaßen:

„Ihn als Missing Link zwischen Queen und Stefanie Werger zu bezeichnen, wäre ‚zu kurz gegriffen‘. Schließlich, betont der Austrofred, besitze er keine Werger-Platte. Und zweitens ‚ist Freddie Mercury unsterblich.‘ Aber wenn der Frontmann der britischen Bombast-Rocker ein Mann mit Humor gewesen sein sollte, würde er seinen österreichischen Wiedergänger lieben: Seit zwei Jahren zieht Austrofred durchs Land – und singt Austropophits (‚die haben eine eigene Qualität‘) zu Queen-Melodien. Zum Glück nicht im Ambros-Outfit.“

## Songs

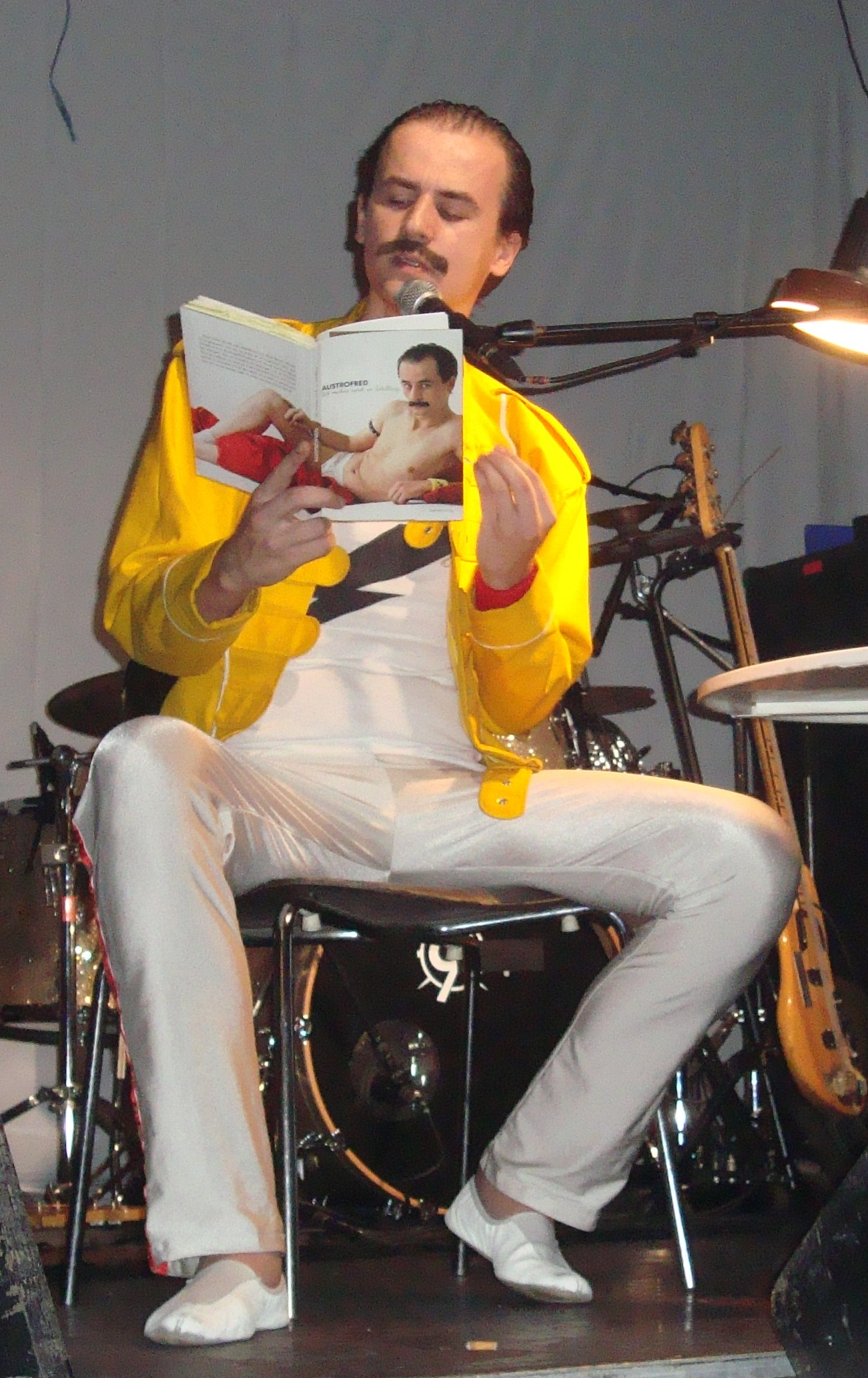
Austrofred bei einer Lesung in der Stadtwerkstatt

| Titel                         | Originaltitel¹                 | Titel/Interpret Text                                  |
| ----------------------------- | ------------------------------ | ----------------------------------------------------- |
| Austrofred is da Champion     | We Are the Champions           | Austrofred                                            |
| Wia a Zauba                   | A Kind of Magic                | Austrofred                                            |
| A Freind is a Freind          | Friends Will Be Friends        | Großvater/STS                                         |
| Schifoan                      | We Will Rock You               | Schifoan/Wolfgang Ambros                              |
| An Macho hoit nix auf         | Don’t Stop Me Now              | Macho, Macho/Rainhard Fendrich                        |
| Hitradio Gaga                 | Radio Ga Ga                    | Austrofred                                            |
| Irgendwann bleib i dann durt  | I Want to Break Free           | Irgendwann bleib i dann durt/STS                      |
| A Mensch mecht I bleibm       | One Vision                     | A Mensch möcht i bleiben/Wolfgang Ambros              |
| Eich Dodln gib i Gas          | Another One Bites the Dust     | Zwickt’s mi/Wolfgang Ambros                           |
| Die Blume aus dem Gemeindebau | Crazy Little Thing Called Love | Die Blume aus dem Gemeindebau/Wolfgang Ambros         |
| I lieg am Ruckn               | Love of My Life                | I lieg am Ruckn/Ludwig Hirsch                         |
| I wü ham                      | The Show Must Go On            | Fürstenfeld/STS                                       |
| Ruf mi net an                 | Hammer to Fall                 | Ruf mi net an/Georg Danzer                            |
|                               | It’s a Hard Life*              |                                                       |
| Amadeus                       | Under Pressure                 | Rock Me Amadeus/Falco                                 |
| Banküberfall                  | Tie Your Mother Down           | Banküberfall / EAV                                    |
| Autofriedhof                  | The Great Pretender            | Zweierbeziehung / Rainhard Fendrich                   |
| Computerhits                  | The Invisible Man              | Austrofred                                            |
| Hupf in Gatsch                | Innuendo                       | Hupf in Gatsch / Georg Danzer                         |
| Bergwerk                      | Breakthru                      | Weus'd a Herz hast wia a Bergwerk / Rainhard Fendrich |
| Märchenprinz                  | Bohemian Rhapsody              | Märchenprinz/EAV                                      |
| Ricardo                       | Save Me                        | Sehnsucht nach Florenz / Stefanie Werger              |
| I Am The Austrofred           | Somebody To Love               | I Am From Austria / Rainhard Fendrich                 |

¹ alle von Queen (mit Ausnahme von The Great Pretender: ursprünglich interpretiert von The Platters, gecovert von Freddie Mercury)
* Aus urheberrechtlichen Gründen hat sich Austrofred verpflichtet, die Verwendung des Werks Du entschuldige i kenn di von Peter Cornelius zu unterlassen, sodass der Titel aus der Übersicht entfernt wurde

## Texte (Auswahl)
- Alpenkönig und Menschenfreund. Mein Leben. Wien: Edition Kürbis, 2006. ISBN 3-900965-29-3.
- Ich rechne noch in Schilling. Ansichten eines unbequemen Zeitgenossen 2004–2006. Wien: Czernin Verlag, 2008, ISBN 3-7076-0282-6.
- Du kannst dir deine Zauberflöte in den Arsch schieben. Mein Briefwechsel mit Wolfgang Amadeus Mozart. Wien: Czernin Verlag 2010, ISBN 978-3-7076-0328-6 (auch als Hörbuch).
- Manfred Günther: Wörterbuch Jugend – Alter. Vom Abba zur Zygote. Mit Karikaturen von Klaus Stuttmann, einem Vorwort vom Austrofred und einem Nachwort von Ernst Volland. Berlin: Rabenstück-Verlag, 2010, ISBN 978-3-935607-39-1.
- Herzbrechhotel, gemeinsam mit der Fotografin Conny Habbel, Nachwort von Robert Pfaller, orange-Press, Freiburg im Breisgau 2012, ISBN 978-3-936086-68-3.
- Pferdeleberkäse – Aufsätze & Reportagen. Czernin Verlag, Wien 2015, ISBN 978-3-7076-0545-7[10]
- Die fitten Jahre sind vorbei, Czernin Verlag, Wien 2021, ISBN 978-3-7076-0732-1.
- Gänsehaut: unerklärliche Phänomene erklärt, Czernin Verlag, Wien 2024, ISBN 978-3-7076-0853-3.

## Videos
- 2002: Fit mit Austrofred, 30 min., Trainingsvideo
- 2005: Giving Gas, Dokumentarfilm
- 2008: Hello Austrofred, Hello Vienna, Episodensammlung auf 2 DVDs, mehr als 300 min.

## Auszeichnungen
- 2016: tz-Rosenstrauß des Jahres

## Belege
1. ↑  kreisky.net: Rezensionen
2. ↑  Thomas Netopilik: Austrofreds fitte Jahre sind vorbei In: MeinBezirk.at, 19. April 2021, abgerufen am 20. März 2023
3. ↑  Thomas Rabitsch Music Productions – Die Austrofred–Gala (Memento vom 10. Mai 2009 im Internet Archive)
4. ↑  fm4.orf.at Unter Palmen mit Austrofred, 2. August 2009
5. ↑  fm4.orf.at Unter Palmen mit Austrofred, 13. Juli 2011
6. ↑  Andreas Rauschal: Gemeinsam doppelt deppert sein. In: wienerzeitung.at, 23. Mai 2022, abgerufen am 16. April 2023.
7. ↑  Austrofred bekommt eine eigene Late-Night-Show auf ORF 3. In: DerStandard.at/APA. 18. Januar 2024, abgerufen am 18. Januar 2024.
8. ↑  „Heast Bruckner“ - Ganz geheim auf den Großglockner, ORF.at am 3. November 2024
9. ↑  Austrofreds Bohemian Schnapsidee, Der Standard, 9. September 2004. Abgerufen am 29. September 2023.
10. ↑   Austrofred: Von Leberkäs bis Wetten, dass..? diepresse.com